# Великі Баранови
Великі Бара́нови (рос. Большие Барановы) — присілок у складі Юр'янського району Кіровської області, Росія. Входить до складу Великоріцького сільського поселення.
Населення становить 7 осіб (2010, 10 у 2002).
Національний склад станом на 2002 рік — росіяни 100 %.